# Kim Boutin
Kim Boutin (Sherbrooke, 16 december 1994) is een Canadees shorttrackster.

## Biografie
Boutin werd geboren in de Franstalige provincie Quebec in Canada, waar shorttrack populairder is dan in andere delen van Canada.
Boutin vertegenwoordigde Canada op de Olympische Winterspelen van 2018. Tijdens dit toernooi haalde ze op elke individuele afstand een medaille, namelijk zilver op de 1000 meter en brons op de 500 meter en 1500 meter. Boutin werd zo de eerste Canadese vrouw die een medaille won op de 1500 meter in het shorttrack op de Olympische Winterspelen en de eerste Canadese vrouw die op elke individuele afstand een medaille pakt in het shorttrack op de Spelen. Bovendien reed ze ook met de Canadese aflossingsploeg de finale. Echter werd de Canadese ploeg na de race gediskwalificeerd, waardoor uiteindelijk Nederland de bronzen medaille kon ophalen.
Oorspronkelijk werd Boutin vierde op de 500 meter maar kreeg alsnog het brons omgehangen na de diskwalificatie van de Zuid-Koreaanse Choi Min-jeong. Choi werd gediskwalificeerd vanwege vermeend contact met Boutin. Als een reactie op de misgelopen medaille voor Zuid-Korea kreeg Boutin negatieve opmerkingen vanuit Zuid-Korea, waaronder enkele doodsbedreigingen. Boutin was bij de sluitingsceremonie van de Olympische Winterspelen vlaggendraagster namens Canada.
Bij de wereldkampioenschappen van 2018 in Montreal won Boutin voor thuispubliek tweemaal brons. Bij de WK van 2019 won Boutin zilver en brons op respectievelijk de 1500 en 1000 meter, waardoor ze als derde eindigde in het klassement, achter wereldkampioene Suzanne Schulting uit Nederland en de Koreaanse Choi Min-jeong. Ook werd met de aflossingsploeg brons gepakt. De WK 2020 ging vanwege de coronapandemie niet door en in 2021 liet Boutin het WK schieten.
Op de Olympische Winterspelen 2022 in Peking gaf Boutin weer acte de présence en reed ze, net als vier jaar eerder, naar brons op de 500 meter. De andere twee individuele afstanden verliepen in tegenstelling tot vier jaar eerder minder. Op de 1000 meter kwam ze in de series ten val en op de 1500 meter redde ze het niet in de halve finale en was ze veroordeeld tot de B-finale. Uiteindelijk werd ze over die afstand tiende. Met zowel de vrouwenaflossingsploeg als de gemengde aflossingsploeg werd ze vierde in de finale.
Tijdens de WK 2022 zorgde Boutin voor een unicum: op alle afstanden (individueel en aflossing) pakte ze een zilveren plak. Op de 500 meter achter de Nederlandse Xandra Velzeboer, op de andere individuele afstanden en het klassement achter Choi Min-jeong uit Zuid-Korea en op de relay met Canada ook achter Zuid-Korea. Zo voegde Boutin weliswaar vijf medailles toe aan haar palmares, maar mag ze zich nog geen wereldkampioen noemen. Ook in 2023 lukte dit nog niet, ze won tweemaal brons.